# Čašić Dolac
Čašić Dolac (en serbe cyrillique : Чашић Долац) est un village de Serbie situé sur le territoire de la Ville de Novi Pazar, district de Raška. Au recensement de 2011, il comptait 174 habitants.

## Démographie
| 1948 | 1953 | 1961 | 1971 | 1981 | 1991 | 2002 | 2011 |
| ---- | ---- | ---- | ---- | ---- | ---- | ---- | ---- |
| 243  | 251  | 259  | 238  | 206  | 101  | 76   | 174  |

|  |